# 남해군수 선거
남해군수 선거는 경상남도 남해군의 군수를 선출하는 선거이다.

## 역대 민선 남해군수
| 선거   | 정당 | 정당         | 군수   |
| ------ | ---- | ------------ | ------ |
| 1995년 |      | 무소속       | 김두관 |
| 1998년 |      | 무소속       | 김두관 |
| 2002년 |      | 한나라당     | 하영제 |
| 2006년 |      | 한나라당     | 하영제 |
| 2008년 |      | 무소속       | 정현태 |
| 2010년 |      | 무소속       | 정현태 |
| 2014년 |      | 새누리당     | 박영일 |
| 2018년 |      | 더불어민주당 | 장충남 |
| 2022년 |      | 더불어민주당 | 장충남 |

## 역대 선거 결과

### 제1회 전국동시지방선거
|  | 55.61% |

|  | 44.38% |

### 제2회 전국동시지방선거
|  | 53.73% |

|  | 42.56% |

|  | 3.69% |

### 제3회 전국동시지방선거
|  | 54.09% |

|  | 29.83% |

|  | 16.06% |

### 제4회 전국동시지방선거
|  | 55.67% |

|  | 38.65% |

|  | 5.66% |

### 2008년 대한민국 재보궐선거
하영제 군수의 군수직 사임으로 인해 치러진 2008년 대한민국 재보궐선거에서 무소속 정현태 후보가 당선되었다.

### 제5회 전국동시지방선거
|  | 50.62% |

|  | 44.42% |

|  | 4.95% |

### 제6회 전국동시지방선거
|  | 50.39% |

|  | 35.43% |

|  | 11.95% |

|  | 2.21% |

### 제7회 전국동시지방선거
|  | 46.16% |

|  | 40.14% |

|  | 13.68% |

### 제8회 전국동시지방선거
|  | 56.14% |

|  | 43.85% |